# 盃状穴

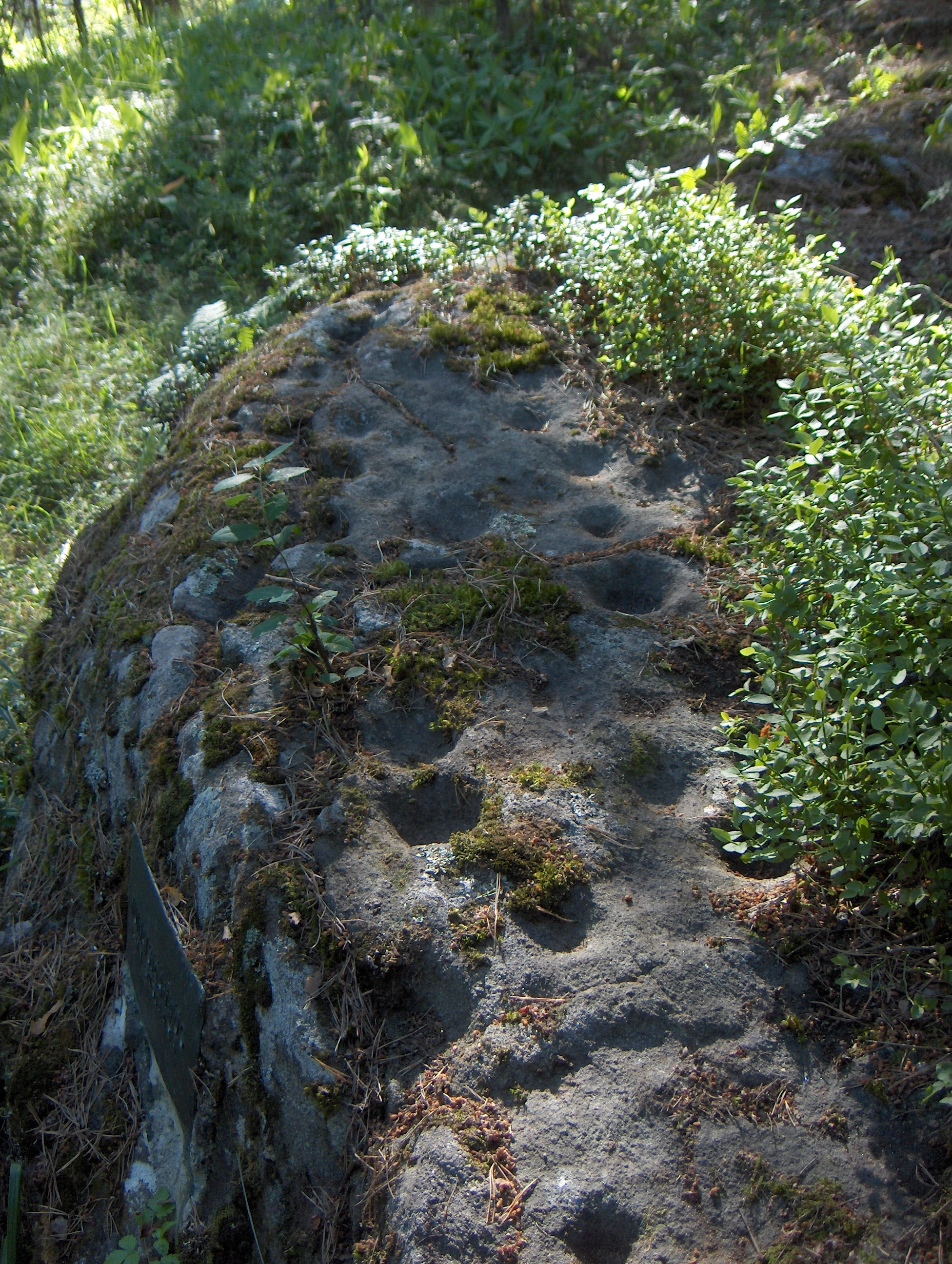
フィンランドのハルトーラにある盃状穴

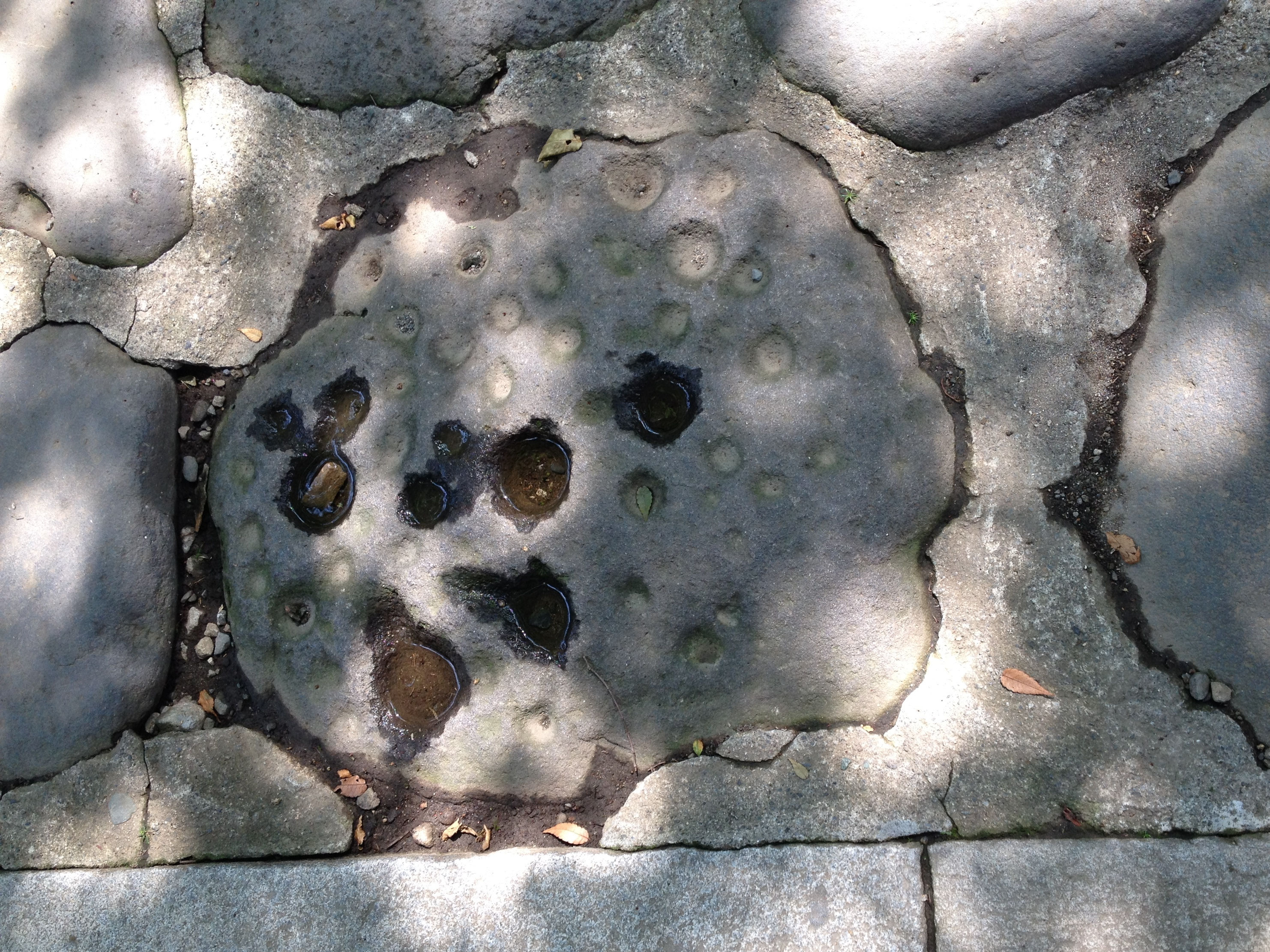
諏訪大社下社春宮参道の敷石に掘られた多数の盃状穴。既に他所で穴が掘られていた石がここへ持ち込まれたのかここへ持ち込まれた後に掘られたのかは不明

盃状穴（英語　Cup mark、Cupule)とは、岩石や石の構造物等に彫られている盃状の穴の事。

## 概要
世界中で見られ、再生や不滅のシンボルとして信仰されてきた。女性シンボルと関係があるとされ、現在でも病気の治癒や子宝に恵まれる事を願って信仰されている。ペッキングという方法で彫られたもので、蟻地獄のような形をしており、幅は3、4センチから10センチある。穴の少ない石と多数の穴が開いた石があり、別の用途があったのではないかと考えられている。
ヨーロッパでは古くから研究されており、最初に学会に発表されたのは1627年のスウェーデンだという。デンマークでも研究された。北欧では、病気の子供を穴にバターを入れた石の上に乗せて回復を祈る習慣があるという。

何か関係があるようで、古いものはペトログリフやストーンサークルの、新しいものは日本では丸石（道祖神の一種）や手水石の近くで見つかる事が多いという。

## 日本の盃状穴

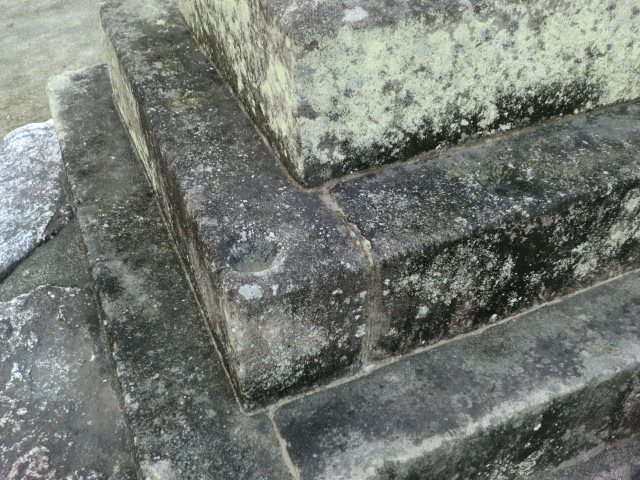
近代に作られた盃状穴の例。福岡県うきは市の素戔嗚神社の盃状穴。

石に対する信仰は日本でも古くから存在した。日本の盃状石は縄文時代から作られている。元々は磐座に彫られ、子孫繁栄や死者の蘇生を願ったものとされている。古墳時代には古墳の棺に彫られた。
同時代のものとされる福岡県宗像市の大島海岸の岩石に数多くある盃状穴は馬蹄岩と呼ばれる。
鎌倉時代には村の入り口に魔よけの目的で作ったり、神社の灯篭や手水石等に彫る事が多くなった。東大寺の転害門に彫られた盃状穴もこの頃に彫られた物である。江戸時代には従来の目的に加えて、昔作られたものを元にして新たに数多く作られた。盃状穴信仰は維新後も残り、昭和初期までは作られていたという説もある。
日本では明治時代に坪井正五郎や鳥居龍蔵によって考古学的な研究が行われたが、その後の考古学者の興味を引く事はなく、あまり研究は行われてこなかったようである。最近は民俗学の学者が研究している。